# Theobald zu Dohna
Theobald Louis Abraham Graf zu Dohna-Schlodien (* 19. November 1811 in Mallmitz; † 28. Mai 1875 in Liegnitz) war ein preußischer Generalmajor.

## Leben

### Herkunft
Theobald war ein Sohn des Landschaftsdirektors der Fürstentümer Glogau und Sagan Fabian Graf zu Dohna (1777–1839) und dessen zweiten Ehefrau Amalie, geborene Gräfin von Reichenbach-Goschütz (1784–1849). Der Generalleutnant Emil (1805–1877) war sein Bruder, Alfred (1809–1859), ein weiterer Bruder, war Politiker und Mitglied des preußischen Herrenhauses und auch der jüngste Bruder Adalbert (1816–1889) avancierte zum Generalmajor in der Preußischen Armee.

### Werdegang
Dohna kam am 1. April 1827 als Kadett nach Berlin, wo er als Pensionär lebte. Am 1. April 1829 kehrte er zunächst nach Hause zurück und trat am 15. April 1829 in 1. und 2. Schützenabteilung der Preußischen Armee ein. Dort wurde er am 11. September 1830 Portepeefähnrich, am 12. Februar 1831 überzähliger Sekondeleutnant und am 6. Dezember 1832 einrangiert. Am 19. Januar 1847 wurde er als Premierleutnant in die 6. Jäger-Abteilung versetzt. Bei den polnischen Unruhen von 1848 kämpfte er im Gefecht bei Adelnau und erhielt dafür am 22. April 1848 den Roten Adlerorden IV. Klasse. Am 21. November 1848 stieg Dohna zum Hauptmann und Kompaniechef auf.
Mit der Beförderung zum Major erfolgte am 21. Juni 1856 seine Versetzung in das 30. Infanterie-Regiment. Daran schloss sich ab dem 16. Mai 1857 eine Verwendung als Kommandeur des 3. Jäger-Bataillon an. Man beauftragte Dohna am 14. Juni 1859 zunächst mit der Führung des Garde-Jäger-Bataillons und ernannte ihn am 1. Juli 1860 zum Kommandeur dieses Bataillons. In dieser Stellung am 18. Juni 1861 zum Oberstleutnant befördert, wurde er am 18. Januar 1861 als Kommandeur in das 29. Infanterie-Regiment versetzt. Er erhielt am 14. Januar 1862 den Roten Adlerorden III. Klasse mit Schleife und Schwertern am Ringe. Am 29. Januar 1863 wurde Dohna Inspekteur der Jäger und Schützen, außerdem mit der Führung der Geschäfte des Chefs des Reitenden Feldjägerkorps beauftragt, sowie à la suite des Garde-Jäger-Bataillons gestellt und am 17. März 1863 zum Oberst befördert. Am 11. Juni 1864 erhielt er den Orden der Heiligen Anna II. Klasse. Während des Deutschen Krieges befand er sich 1866 im Großen Hauptquartier.
Nach dem Krieg avancierte Dohna am 20. September 1866 zum Generalmajor. Als solcher war er vom 13. Januar bis zum 4. Mai 1868 Kommandeur der 4. Infanterie-Brigade und wurde anschließend mit Pension zur Disposition gestellt. Er starb am 28. Mai 1875 in Liegnitz.
Sein Abteilungskommandeur schrieb 1847 in seiner Beurteilung: „Ein moralisch guter, sehr anständiger, höchst tüchtiger und brauchbarer Offizier, von sehr angenehmen geselligen Formen, der zwar ohne bedeutende wissenschaftliche Kenntnisse, doch in jeder Beziehung zu den besten Offizieren zu zählen ist. Er ist dabei voll Eifer für seine Waffe, verspricht ein sehr tüchtiger Kompagniechef zu werden, weshalb er sich zur extraordinären Beförderung eignet.“

### Familie
Er heiratete am 22. Januar 1838 in Breslau Ida von Gayette (1815–1893), eine Tochter des Generalmajors Karl Ludwig von Gayette. Das Paar hatte mehrere Kinder:
- Hannibal (1838–1914), preußischer Generalleutnant ⚭ 1874 Prinzessin Helene Mavrokordatos (1846–1924)[1], Eltern von Alexander Graf zu Dohna-Schlodien
- Stanislaus (1852–1933), preußischer Major ⚭ 1876 Gertrud Tyszka (1852–1910)
- Abraham Wilhelm Emanuel Fabian (1841–1844)